# Камера Клэр
«Камера Клэр» (фр. La camera de Claire) — южнокорейский драматический фильм 2017 года режиссёра Хон Сансу. В главных ролях Изабель Юппер и Ким Мин Хи. Фильм был показан на Каннском кинофестивале в 2017 году и выпущен во Франции 7 марта 2018 года.

## Сюжет
Немолодая французская учительница Клэр всё свободное время посвящает фотографии. В центр её внимания и в объектив её фотокамеры попадает корейская девушка, уволенная за роман на работе. Она занималась прокатом фильмов и стала любовницей режиссёра, приехавшего на Каннский кинофестиваль.

## В ролях
- Изабель Юппер — Клэр
- Ким Мин Хи — Чон Манхи
- Шахира Фахми  — подруга Клэр
- Чон Джинён  — режиссёр Со Вансу
- Чан Михи  — Нам Янхе

## Релиз и критика
Фильм был выпущен в США 9 марта 2018 года. На сайте «Rotten Tomatoes», фильм имеет рейтинг 88% на основе 32 рецензий, и средний рейтинг 7.3/10. На сайте «Metacritic», фильм имеет средний балл 80 из 100, основанный на 12 отзывах, указывая на «благоприятные отзывы».